# کوری وانگ
کوری وانگ (انگلیسی: Cory Wong؛ زادهٔ ۸ مارس ۱۹۸۵) گیتارنواز و ترانه‌پرداز اهل ایالات متحده آمریکا است. وی از سال ۲۰۰۸ میلادی تاکنون مشغول فعالیت بوده‌است.